# SN 1996bo
SN 1996bo – supernowa typu Ia odkryta 30 października 1996 roku w galaktyce NGC 673. Jej maksymalna jasność wynosiła 16,17m.